# Associazione Calcio Rimini 1912 2014-2015
Questa voce raccoglie le informazioni riguardanti l'Associazione Calcio Rimini 1912 nelle competizioni ufficiali della stagione 2014-2015.

## Divise e sponsor
Scaduto il contratto con lo sponsor tecnico Macron, la società stringe un accordo con Givova per la stagione 2014-2015. Inizialmente sulle divise campeggiava il logo del Cocoricò del presidente De Meis, ma il 10 gennaio 2015 viene presentato il nuovo main sponsor ItyBuy.it.
La prima maglia presenta i consueti scacchi biancorossi. La seconda divisa è bianca, con l'incrocio di una fascia rossa orizzontale sul petto con una verticale che corre lungo il profilo sinistro. Lo stesso motivo è riproposto anche sulla terza maglia, rossa con inserti bianchi (ma pantaloncini integralmente rossi).
| Casa | Trasferta | Terza Divisa |

## Organigramma societario
Area direttiva
- Amministratore delegato: Marco Palazzi
- Presidente: Fabrizio De Meis
- Vice Presidente: Daniele Conti
- Direttore generale: Angelo Palmas

Area organizzativa
- Team manager: Marco Ravelli

Area comunicazione
- Ufficio Stampa: Francesco Pancari

Area tecnica
- Direttore sportivo: Ivano Pastore
- Responsabile tecnico: Sandro Cangini
- Allenatore: Salvatore Campilongo, poi Marco Cari
- Allenatore in seconda: Marco Arno, poi Stefano Furlan
- Preparatore atletico: Luca Spadafora
- Preparatore dei portieri: Nicola Barasso

Area sanitaria
- Medico sociale: Adriano Albertini
- Fisiatra: Giovanni Maria D'Orsi
- Fisioterapisti: Fabio Piastra, Andrea Zamagni

## Rosa
| N. |                      | Ruolo | Calciatore          |
| -- | -------------------- | ----- | ------------------- |
|    | Italia (bandiera)    | P     | Andrea Dini         |
|    | Italia (bandiera)    | P     | Emanuele Carezza    |
|    | Italia (bandiera)    | P     | Nicola Barasso      |
|    | Italia (bandiera)    | D     | Daniel Di Nicola    |
|    | Italia (bandiera)    | D     | Filippo Florio      |
|    | Italia (bandiera)    | D     | Francesco Verdone   |
|    | Italia (bandiera)    | D     | Leandro Versienti   |
|    | Italia (bandiera)    | D     | Luca Cacioli        |
|    | Italia (bandiera)    | D     | Mirko Barbagli      |
|    | Italia (bandiera)    | D     | Riccardo Martinelli |
|    | Italia (bandiera)    | D     | Roberto Di Maio     |
|    | Italia (bandiera)    | D     | Simone Calori       |
|    | Argentina (bandiera) | C     | Adrián Ricchiuti    |

| N. |                       | Ruolo | Calciatore            |
| -- | --------------------- | ----- | --------------------- |
|    | Italia (bandiera)     | C     | Antonio Guastamacchia |
|    | Italia (bandiera)     | C     | Carmine Palumbo       |
|    | Italia (bandiera)     | C     | Francesco Torelli     |
|    | Italia (bandiera)     | C     | Guido Di Deo          |
|    | Italia (bandiera)     | C     | Raffaele De Martino   |
|    | Argentina (bandiera)  | A     | Gerardo Masini        |
|    | Italia (bandiera)     | A     | Gianmarco Tedesco     |
|    | San Marino (bandiera) | A     | Filippo Berardi       |
|    | Italia (bandiera)     | A     | Manuel Pera           |
|    | Italia (bandiera)     | A     | Marco Spinosa         |
|    | Marocco (bandiera)    | A     | Mehdi Kabine          |
|    | Italia (bandiera)     | A     | Pasquale Mazzocchi    |
|    | Italia (bandiera)     | A     | Riccardo Paganelli    |

## Risultati

### Serie D

#### Girone di andata
| Arbitro: | Riccardo Turchet (Pordenone) |

|                                   |           |                        |
| Carnevale 62’ (rig.) Papini 90+5’ | Marcatori | 57’ Gambino 80’ Di Deo |

| Arbitro: | Cristian Cudini (Ascoli Piceno) |

|                                                     |           |              |
| Di Maio 2’ Catalano 12’ (aut.) Torelli 28’ Pera 86’ | Marcatori | 67’ Petrascu |

| Arbitro: | Marco D'Ascanio (Ancona) |

|                                   |           |                    |
| Coraini 35’ Mario 76’ Rubbo 90+4’ | Marcatori | 48’ (rig.) Gambino |

| Arbitro: | Fabio Natilla (Molfetta) |

|            |           |                                           |
| Di Deo 77’ | Marcatori | 60’ (rig.) Franchi 78’ Casisa 83’ Vaccari |

| Arbitro: | Giovanni Loprete (Catanzaro) |

|  |           |             |
|  | Marcatori | 84’ Torelli |

| Arbitro: | Paolo Battistelli (L'Aquila) |

|                                  |           |                       |
| Gambino 33’ Pera 37’ Torelli 43’ | Marcatori | 18’ (rig.) L. Formuso |

| Arbitro: | Francesco Di Paolo (Chieti) |

|                                |           |             |
| Malo 30’ Iarrusso 52’ Malo 67’ | Marcatori | 71’ Palumbo |

| Arbitro: | Marco Guarnieri (Empoli) |

|                      |           |  |
| Torelli 26’ Pera 89’ | Marcatori |  |

| Arbitro: | Andrea Giudici (Legnano) |

|              |           |                                               |
| Antonelli 4’ | Marcatori | 46’ (rig.) Pera 48’ Pera 52’ Pera 53’ Tedesco |

| Arbitro: | Gabriele Nube (Mestre) |

|                         |           |  |
| Tedesco 21’ Gambino 51’ | Marcatori |  |

| Arbitro: | Daniele De Remigis (Teramo) |

|  |           |         |
|  | Marcatori | 8’ Pera |

| Arbitro: | Lorenzo Della Palma (Milano) |

|                                                     |           |                      |
| Pera 6’ (rig.) Pera 32’ Ricchiuti 36’ Gambino 90+2’ | Marcatori | 47’ (rig.) Augustoni |

| Arbitro: | Nicolò Marini (Trieste) |

|                        |           |                                  |
| Loiodice 48’ Forti 52’ | Marcatori | 18’ Di Maio 28’ Torelli 63’ Pera |

| Arbitro: | Michele Somma (Castellammare di Stabia) |

|                                             |           |             |
| Ricchiuti 28’ Torelli 32’ Pera 38’ Pera 88’ | Marcatori | 85’ Ridolfi |

| Arbitro: | Pietro Scatigna (Taranto) |

|  |           |                                                 |
|  | Marcatori | 25’ Di Maio 26’ Masini 43’ Masini 67’ Ricchiuti |

| Arbitro: | Luigi Carella (Bari) |

|                                          |           |  |
| Pera 16’ Ricchiuti 71’ Pera 79’ Pera 87’ | Marcatori |  |

| Arbitro: | Manuel Volpi (Arezzo) |

|                       |           |                   |
| Pera 82’ Di Deo 90+1’ | Marcatori | 57’ (rig.) Lauria |

| Arbitro: | Matteo Gualtieri (Asti) |

|                                                                       |           |                         |
| Selvatico 26’ (rig.) Selvatico 31’ Grandolfo 43’ (rig.) Selvatico 70’ | Marcatori | 11’ Tedesco 68’ Tedesco |

| Arbitro: | Giovanni Ayroldi (Molfetta) |

|             |           |  |
| Torelli 80’ | Marcatori |  |

#### Girone di ritorno
| Arbitro: | Luigi Fichera (Catania) |

|          |           |  |
| Pera 27’ | Marcatori |  |

| Arbitro: | Francesco Raciti (Acireale) |

|  |           |                                                           |
|  | Marcatori | 16’ De Martino 25’ Pera 56’ Pera 90+3’ (aut.) Carnesecchi |

| Arbitro: | Alessandro Meleleo (Casarano) |

|                                        |           |  |
| Ricchiuti 32’ Pera 49’ (rig.) Pera 63’ | Marcatori |  |

| Arbitro: | Cristian Cudini (Fermo) |

|  |           |          |
|  | Marcatori | 80’ Pera |

| Arbitro: | Kether Del Toso (Maniago) |

|                       |           |  |
| Masini 39’ Masini 48’ | Marcatori |  |

| Fidenza 15 febbraio 2015, ore 14:30 25ª giornata | Fidenza                    | – Rinviata per pioggia | Rimini | Stadio Dario Ballotta\| Arbitro: \| Fabio Pasciuta (Agrigento) \| |
| Arbitro:                                         | Fabio Pasciuta (Agrigento) |                        |        |                                                                   |

| Arbitro: | Giuseppe Perotti (Campobasso) |

|                   |           |  |
| Pera 67’ Pera 84’ | Marcatori |  |

| Arbitro: | Fabio Pasciuta (Agrigento) |

|                |           |             |
| L. Formuso 67’ | Marcatori | 52’ Tedesco |

| Arbitro: | Vittorio Di Gioia (Nola) |

|           |           |               |
| Forte 47’ | Marcatori | 58’ Paganelli |

| Arbitro: | Stefano Fusco (Brindisi) |

|                                   |           |                           |
| Pera 15’ Ricchiuti 44’ Di Deo 49’ | Marcatori | 90+1’ (rig.) F. Sambugaro |

| Arbitro: | Domenico Palermo (Bari) |

|  |           |                            |
|  | Marcatori | 22’ (rig.) Pera 90+1’ Pera |

| Arbitro: | Alessandro Chindemi (Viterbo) |

|             |           |  |
| Tedesco 72’ | Marcatori |  |

| Arbitro: | Giovanni Nicoletti (Catanzaro) |

|           |           |            |
| Sanni 70’ | Marcatori | 33’ Florio |

| Arbitro: | Achille Simiele (Albano Laziale) |

|          |           |  |
| Pera 75’ | Marcatori |  |

| Arbitro: | Giorgio Ermanno Minafra (Roma 2) |

|                     |           |                           |
| Tola 82’ Gavoci 84’ | Marcatori | 10’ Berardi 90+3’ Di Maio |

| Arbitro: | Valentina Finzi (Foligno) |

|                             |           |  |
| Ricchiuti 10’ Torelli 90+3’ | Marcatori |  |

| Arbitro: | Maria Marotta (Sapri) |

|                          |           |            |
| Pinzauti 7’ Pinzauti 27’ | Marcatori | 31’ Masini |

| Arbitro: | Michele Di Cairano (Ariano Irpino) |

|                                   |           |  |
| Baldrocco 8’ Cinti 38’ Lauria 73’ | Marcatori |  |

| Arbitro: | Mario Vigile (Cosenza) |

|                                    |           |  |
| Di Maio 28’ Di Maio 80’ Masini 82’ | Marcatori |  |

| Arbitro: | Daniele Perenzoni (Rovereto) |

|                       |           |                                                 |
| De Vecchis 77’ (rig.) | Marcatori | 23’ Pera 59’ Kabine 74’ (rig.) Di Maio 84’ Pera |

#### Poule scudetto
| Arbitro: | Patric Leonarduzzi (Merano) |

|            |           |  |
| Titone 51’ | Marcatori |  |

| Arbitro: | Nicola De Tullio (Bari) |

|  |           |                                                             |
|  | Marcatori | 14’ Romano 61’ D'Antoni 71’ Kouko 83’ De Grazia 89’ Belkaid |

### Coppa Italia Serie D
| Arbitro: | Simone Degli Esposti (Bologna) |

|                                   |           |            |
| Di Deo 65’ Gambino 68’ Di Deo 79’ | Marcatori | 29’ Cicino |

| Arbitro: | Vincenzo Adriano Catucci (Foggia) |

|                                          |           |                                                        |
| Gambino 5’ (rig.) Tedesco 28’ Di Deo 35’ | Marcatori | 21’ Limonci 50’ (rig.) Marri 68’ Pinazza 87’ Giuliacci |